# SN 2005kw
SN 2005kw – supernowa typu Ia odkryta 19 listopada 2005 roku w galaktyce A093606+2424. W momencie odkrycia miała maksymalną jasność 20,00m.